# Dužac Veli
Dužac Veli je otočić u Pašmanskom kanalu, u hrvatskom dijelu Jadranskog mora.
Njegova površina iznosi 0,09 km². Dužina obalne crte iznosi 1,37 km.